# Holisomimus cingulatus
Holisomimus cingulatus är en skalbaggsart som först beskrevs av Cameron 1918.  Holisomimus cingulatus ingår i släktet Holisomimus och familjen kortvingar. Inga underarter finns listade i Catalogue of Life.